# 尼科美德四世
尼科美德四世（篤愛父親者）（希臘語：Νικομήδης Φιλοπάτωρ），比提尼亞王國末代國王，是尼科美德三世與王后妮薩所生的長子。統治期間約在公元前94年－74年。
關於尼科美德四世的出生年和當上國王之前的情形都不清楚，僅知他還有一個姊妹叫妮薩。在他父親逝世後，尼科美德四世登上王位。在起初幾年王國相對平和，但羅馬共和國末期在亞洲的主要敵人本都王國國王米特里達梯六世，他開始攻擊比提尼亞邊界。米特里達梯六世還扶持尼科美德四世的弟弟蘇格拉底·刻瑞斯督斯，在公元前90年擊敗比提尼亞的軍隊，迫使尼科美德逃離比提尼亞流亡義大利，並讓蘇格拉底登上比提尼亞王位。尼科美德四世後來在羅馬的影響力幫助下重拾回他的王位。然而，羅馬元老院鼓勵他騷擾本都邊界，因此公元前88年米特里達梯六世再度入侵比提尼亞，尼科美德四世不敵，再度流亡羅馬。
對羅馬而言，東方的富饒就像盛滿金和銀的行省，因此羅馬兩位強大的政治家，蓋烏斯·馬略和當年執政官盧基烏斯·科爾內利烏斯·蘇拉意圖成為這塊地區的羅馬統帥。蘇拉後來遠離羅馬城的權謀來到小亞細亞，並展開第一次米特里達梯戰爭。蘇拉在這場戰爭中三年間多次與米特里達梯六世較勁，最終在前85年，米特里達梯六世向羅馬乞和，在付出龐大的罰款後米特里達梯六世仍保留本都的王位。
隨著本都戰敗，尼科美德四世也靠著羅馬人幫助下於公元前84年復國。隨後王國渡過幾年的和平，但比提尼亞越來越受羅馬控制。公元前80年，年輕的凱薩作為羅馬的大使來到了尼科美德四世的宮廷，並利用比提尼亞的資源建造一支艦隊。但凱薩在比提尼亞待了太久，與尼科美德四世的私人情誼也令人不禁懷疑，謠傳凱薩和尼科美德四世有著曖昧的同性關係，這段人生使凱薩的政敵們常笑稱他的頭銜為「比提尼亞王后」。
在公元前74年，尼科美德四世的遺願是把比提尼亞王國整個贈與給羅馬，元老院很快就通過決議，決定把這塊領土新設為行省。這舉動很快就引起羅馬的老敵手米特里達梯六世注意，他也想趁機盤算比提尼亞，尼科美德四世之死最後導致第三次米特里達梯戰爭。

## 腳註
1. ↑  McGing, The foreign policy of Mithridates VI Eupator, King of Pontus p.143
2. ↑  Dictionary of Greek and Roman Biography and Mythology 的存檔，存档日期2011-02-20.
3. ↑  Smith p. 1197 （页面存档备份，存于）
4. ↑  Suetonius  ii., 45-53 （页面存档备份，存于）

## 來源
- 蘇埃托尼烏斯, 羅馬十二帝王傳: "Caesar".
- 威廉·史密斯，《希腊羅馬的神話和傳記辭典》, "Nicomedes III" （页面存档备份，存于） 波士頓, (1867)
- B.C. McGing, The foreign policy of Mithridates VI Eupator, King of Pontus, BRILL, 1986

| 統治者頭銜          | 統治者頭銜                     | 統治者頭銜                                           |
| ------------------- | ------------------------------ | ---------------------------------------------------- |
| 前任： 尼科美德三世 | 比提尼亞國王 約前94年 – 前74年 | 繼任： 無 遺屬中把王國贈與給羅馬共和國，成為羅馬行省 |